# Anne Woudwijk

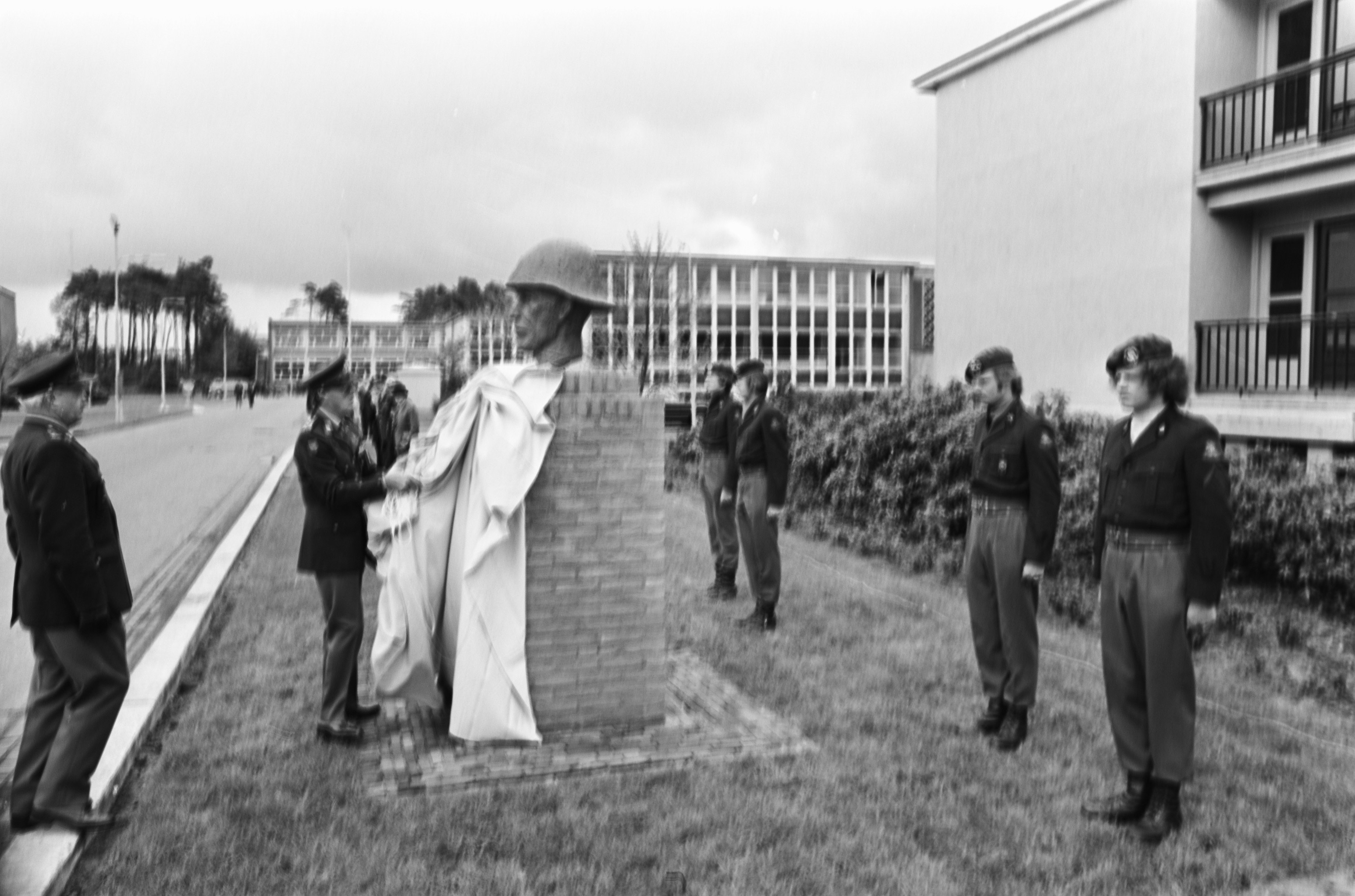
Prins Bernhard onthult het borstbeeld van Chris Tonnet (1975)

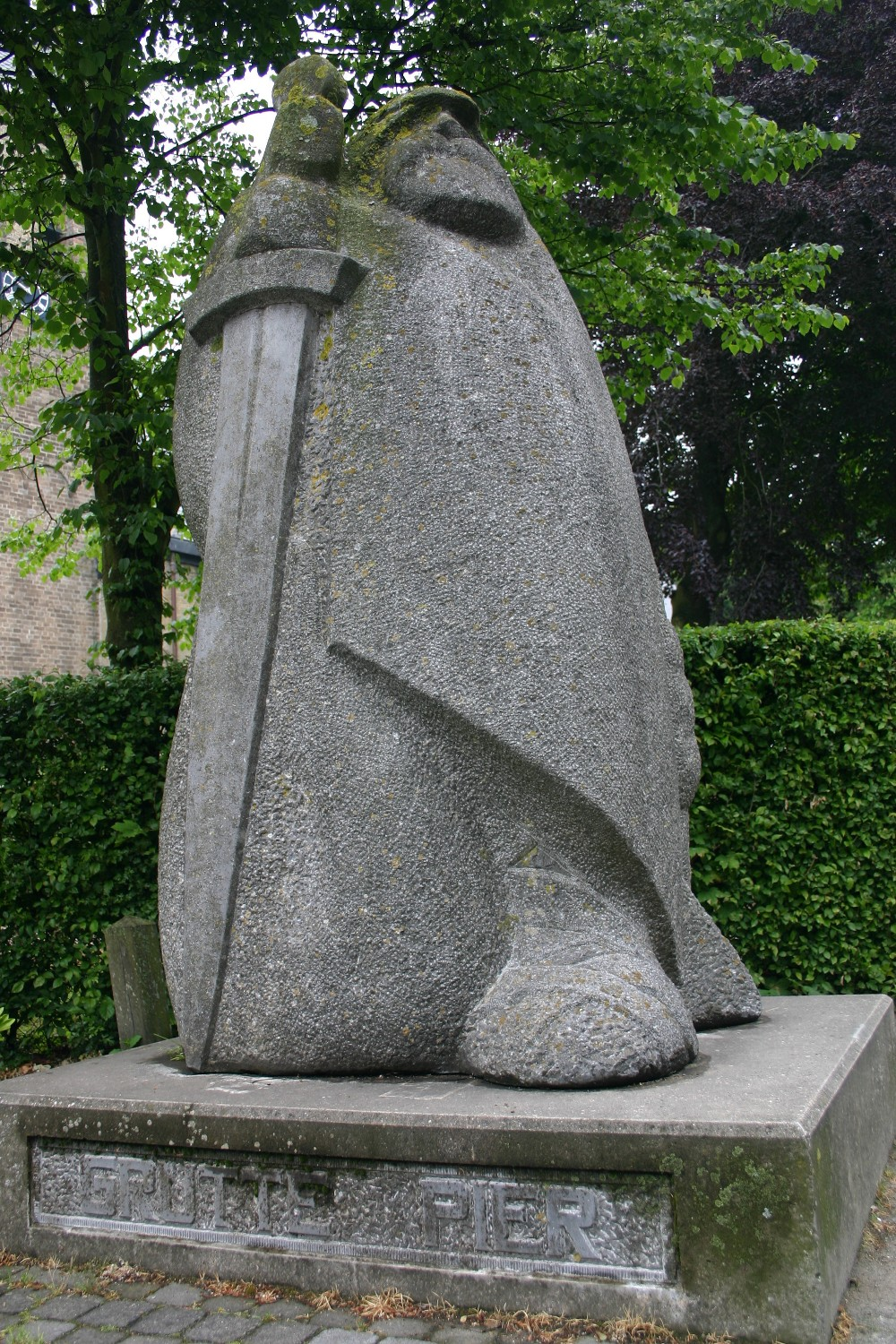
Grote Pier (1985), met kop en muts van Woudwijk.

Anne Woudwijk (Drachten, 11 mei 1952) is een Nederlands beeldhouwer en tekenaar.

## Leven en werk
Anne Woudwijk was al jong aan het tekenen. Hij volgde aan de Christelijke Technische School in Drachten een opleiding tot timmerman en metselaar, maar brak deze op zijn vijftiende af. Tijdens militaire dienst kreeg hij de leiding over een hobbyclub voor militairen. Hij ontwierp in die tijd een monument ter nagedachtenis aan verzetsstrijder Chris Tonnet, dat werd geplaatst op legerplaats 't Harde. De buste, op 23 mei 1975 onthuld door prins Bernhard, was zijn eerste officiële werk als kunstenaar. Na zijn diensttijd kwam hij in de Beeldende Kunstenaars Regeling, waardoor hij de ruimte kreeg zich als autodidact beeldhouwer te ontwikkelen.  Een van zijn bekendere beelden is dat van de Friese vrijheidsstrijder Grote Pier in het centrum van Kimswerd. Woudwijk zag in Grutte Pier een figuur die liet zien waartoe een mens in staat is als hem het elementaire wordt ontnomen. Hij vond het lastig om niet te generaliseren in de uitbeelding van de man en gebruikte daarom zijn eigen kop en muts voor het beeld.
Woudwijk maakte figuratieve, monumentale beelden veelal in Belgische hardsteen. Door lichamelijke slijtage werd het steeds lastiger in het groot te werken en de beeldhouwer stapte over naar kleinere steles, waarbij hij symbolische tekeningen in steen maakt. In 2002-2003 exposeerde hij in Museum Smallingerland in Drachten negen mythologische steles rond de Noord-Europese god van het licht Baldr. Het kleinere beeldhouwwerk combineert Woudwijk tot grotere installaties. In 2006 exposeerde hij in hetzelfde museum met een paleobasalten installatie rond de oudtestamentische profeet Elia. 
Woudwijks dochter Roelie Woudwijk (1979) is eveneens beeldend kunstenaar.

## Enkele werken
- 1975 buste Chris Tonnet, 't Harde
- 1976 zonder titel, Splitting, bij CSG Luidger, Drachten
- 1979 Van kikkerdril tot kikker (speelplastiek), C. van Scheltingaweg, bij obs De Letterbeam, Heerenveen
- 1981 De Arke, Gietersewei bij CBD De Arke, Nij Beets
- 1982 Menhir, Hantumerweg bij J.J. Boumanschool, Dokkum
- 1982 Schippersvrouw, bij de brug aan het Súderein, Tietjerk
- 1982 De mierenhoop, Schoenmakersstraat, Sneek
- 1985 Grutte Pier, Greate Pierwei / Jan Timmerstraat, Kimswerd
- 1986 Fries paard met veulen en kind, Stadslaan bij gemeentehuis, IJlst
- 1986 Indiaan, Obrechtstraat, voor gebouw FNP, Leeuwarden
- 1986 Anti-apartheidsbeeld, Gauke Boelenslaan, Drachten
- 1987 Bouwen, Moleneind, Drachten
- 1988 Skûtsjes, Parkwijk De Singels, Drachten
- 1989 Ontmoeting tussen mensen (Franciscus van Assisi), Berkenlaan, Drachten
- 1990 Sprong van de ree, Koningin Julianaweg, Oranjewoud
- 1992 Ganzentrek, Ureterpvallaat, Drachten. Geplaatst bij de opening van een Fries-Gronings agentschap van De Nederlandsche Bank[6] Met het ganzenpaar, dat elkaar levenslang trouw blijft, symboliseerde Woudwijk de verbondenheid tussen de provincies Groningen en Friesland.
- 1992 Familie rondom ster, Zetveld, Drachten
- 1993 Walvis, op de pier, Holwerd. Nadat een veerboot er in 2001 in dichte mist tegen was gevaren, werd het 50 ton wegende beeld zwaar beschadigd.[7] Het beeld is na restauratie herplaatst gerestaureerd en herplaatst nabij de aanlegplaats voor de boot naar Ameland.
- 1994 Legende van de ossen, Tsjerkegrêft, Nijland
- 1995 Verzetsmonument, Reinder de Vriessingel, Opeinde
- 1995 De Steenbok, Helmhout, Drachten
- 1995 Hondje, Torenstraat, Drachten
- 1996 De Wolf, Utbuorren, Terhorne
- 1997 Korhoen, Zuideinde, bij dorpshuis Et Legien, Fochteloo
- 1997 Wanneer de maan het landschap verandert, huilen de wolven, natuurgebied de Katlijker Schar, Katlijk
- 1998 Circusolifantje, Douwemastrjitte, Irnsum
- 1999 Bintje, Damsingel, Suameer
- 2004 beeldje voor de Rink van der Veldepriis
- 2010 Freonen foar altyd, Opeinde
- 2010 Steentijd, Buorren/Achterwei, Oudega (Sm.)
- 2010 Livius / Vrouwe Justitia, Skeane Heawei/de Geasten, Oudega (Sm.)
- 2014 It Drachtster Skûtsje, Moleneind NZ, Drachten
- 2020 Urnenmuur en sarcofaag, begraafplaats bij Sint-Agathatsjerke, Buorren, Oudega (Sm.)

## Fotogalerij

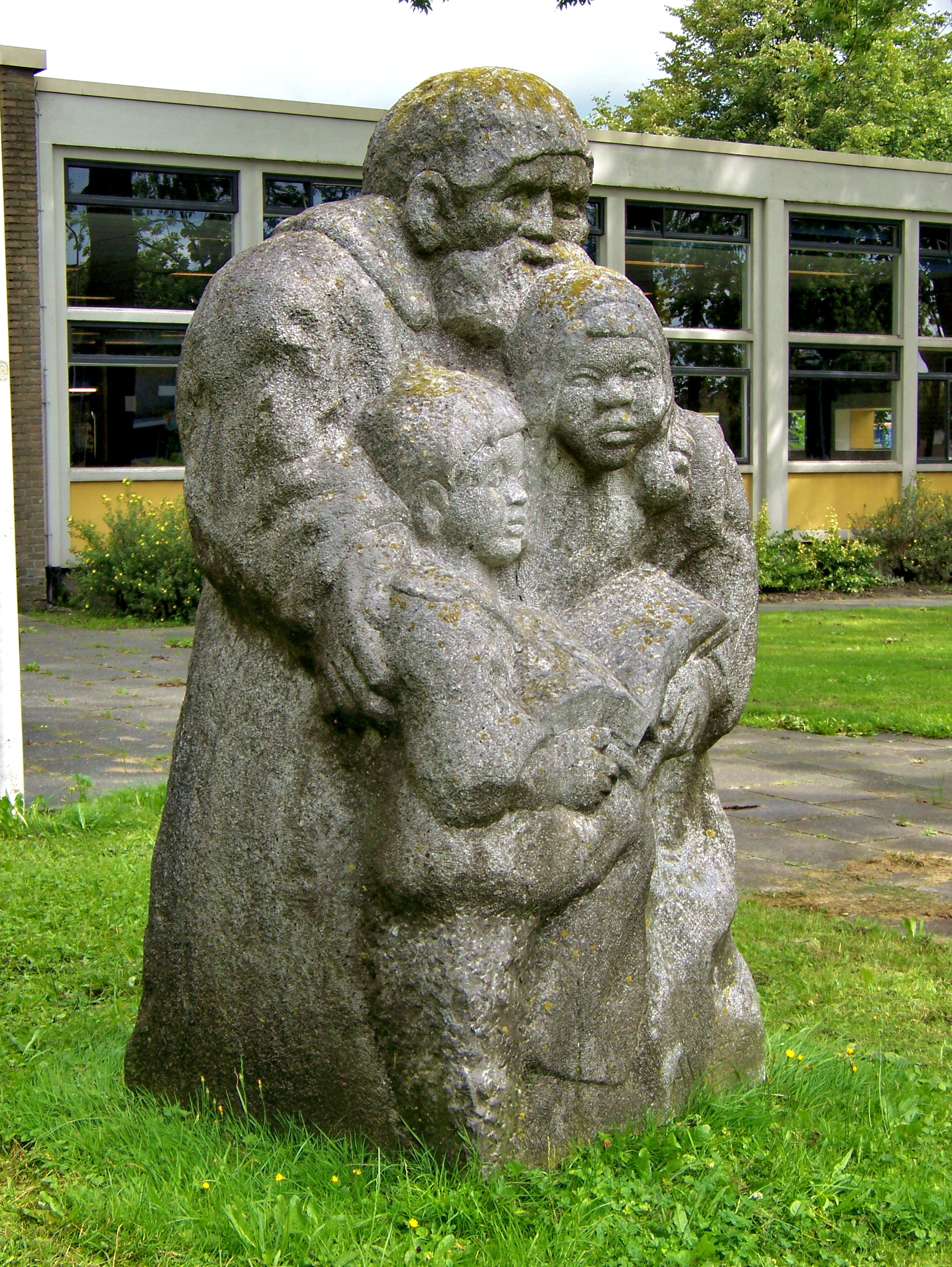
Zonder titel (1976), Drachten
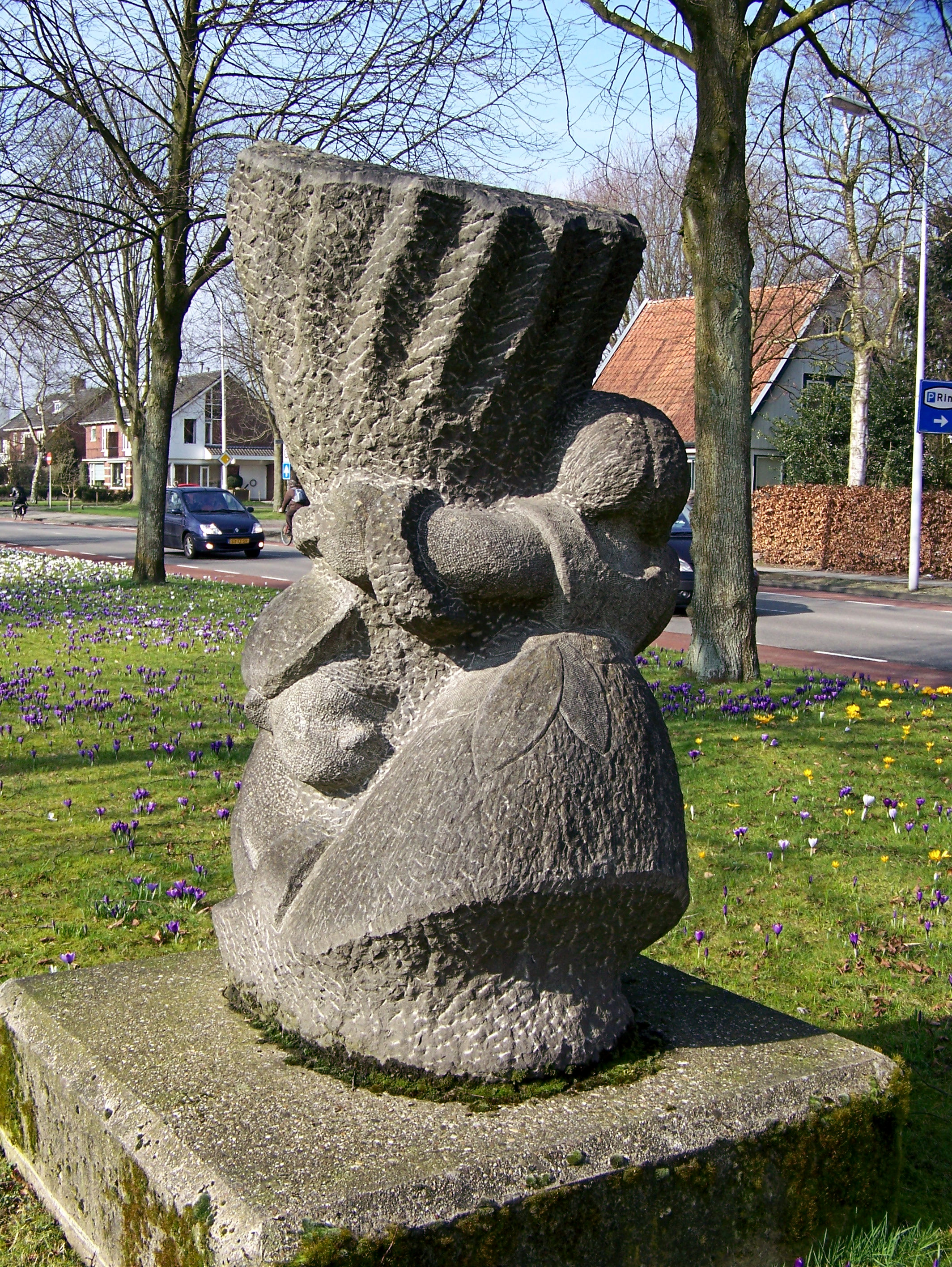
Anti-apartheidsbeeld (1986), Drachten
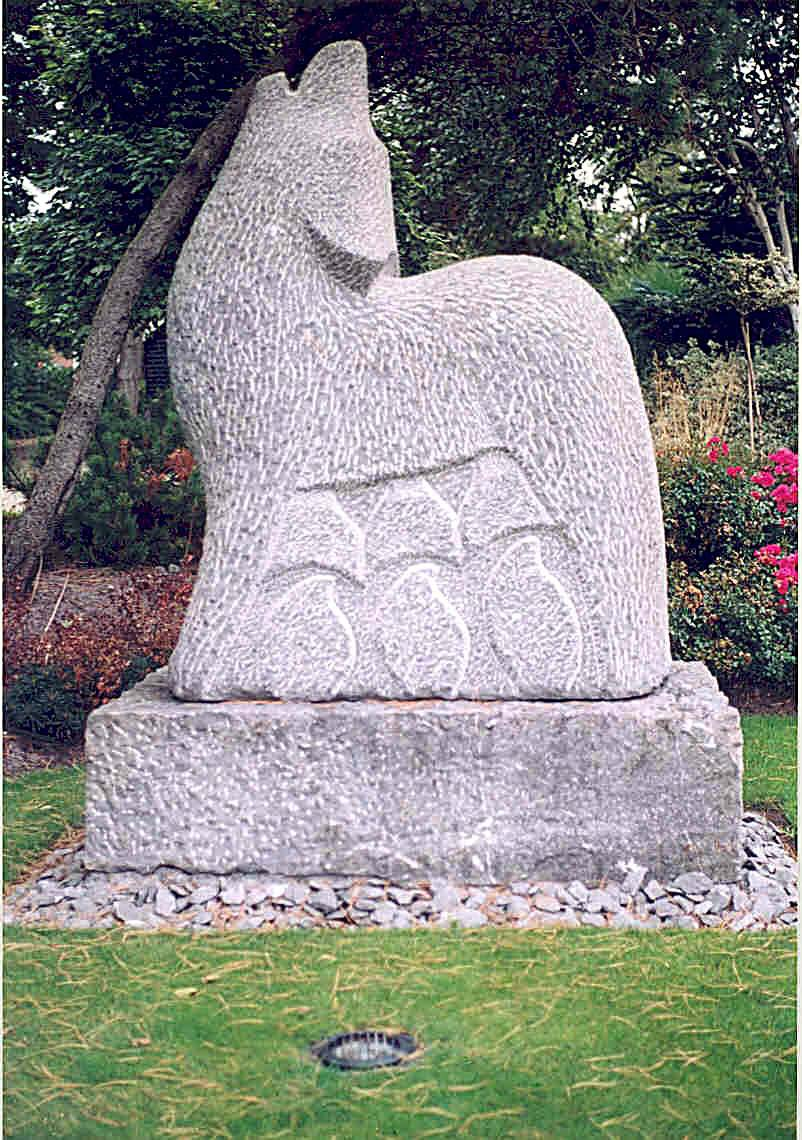
De wolf (1996), Terhorne
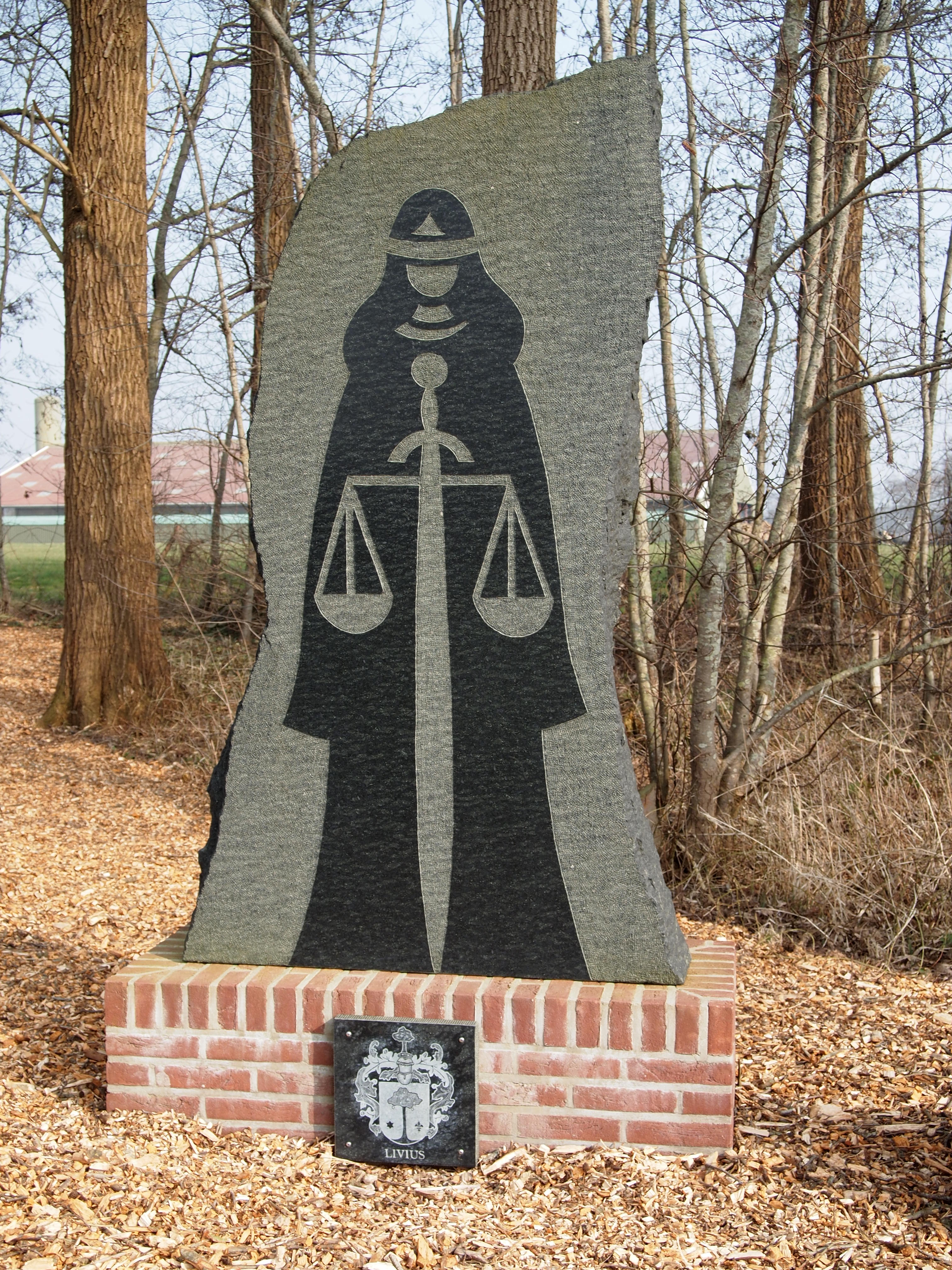
Livius / Vrouwe Justitia (2010), Oudega
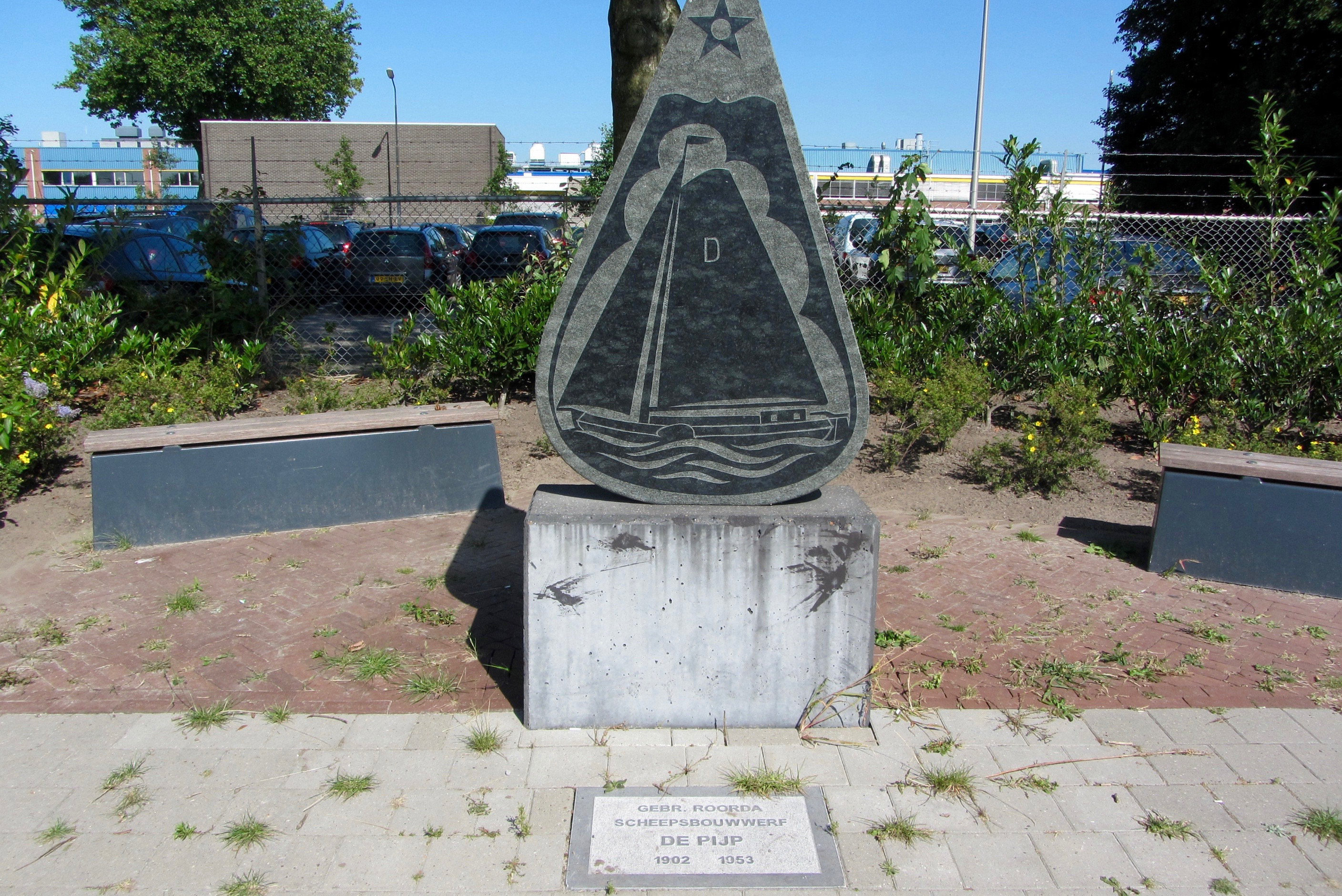
It Drachtster Skûtsje (2014), Drachten